# فرودگاه هاولیچکوو برود
فرودگاه هاولیچکوو برود (به انگلیسی: Havlíčkův Brod Airport) (به زبان بومی: Letiště Havlíčkův Brod) یک فرودگاه همگانی است که یک باند فرود چمن دارد و طول باند آن ۱۰۰۰ متر است. این فرودگاه در کشور جمهوری چک قرار دارد و در ارتفاع ۴۶۵ متری از سطح دریا واقع شده‌است.